# Pierre Vidal (poète)
Pour les articles homonymes, voir Pierre Vidal et Vidal.
Pierre Vidal (en occitan Pèire Vidal), né à Alignan-du-Vent le 4 février 1811 et mort à Paris le 1er mars 1888, était un poète félibre du Pays de la Thongue. L'ensemble de sa production est assez méconnue même si cet écrivain jouit d'une certaine renommée locale par le fait d'avoir écrit le poème Mon país (Moun païs dans la graphie de l'époque) qui est devenu l'hymne d'Alignan.
Son œuvre, encore partiellement inédite, a fait l'objet d'une édition par Max Segonne : Poèmes languedociens de Pierre Vidal, éd. Lacour, 1999.

## Mon país(en graphie classique)
Mon país aquò's mon vilatge ;
Ont mos vièlhs paires an viscut ;
Aquò's l'ostal ont siái nascut,
La lenga qu'ai parlat mainatge.
Lo qu'a vist Alinhan del Vent
Tota la vida se'n soven.
Sus son cloquièr lo cèl blaueja
Dins mai de cent legas de torn ;
E son esclar, quand esteleja,
Fa de la nuèit un autre jorn.
Traduction
Mon pays c'est mon village ;
Où mes vieux ancêtres ont vécu ;
C'est la maison où je suis né,
La langue que j'ai parlé enfant.
Quiconque a vu Alignan-du-Vent
S'en souvient toute sa vie.
Sur son clocher le ciel bleu resplendit
Sur plus de cent lieues aux alentours ;
Et sa clarté, quand sortent les étoiles,
Fait que la nuit devienne un autre jour.